# Frauenbründl (Baiern)

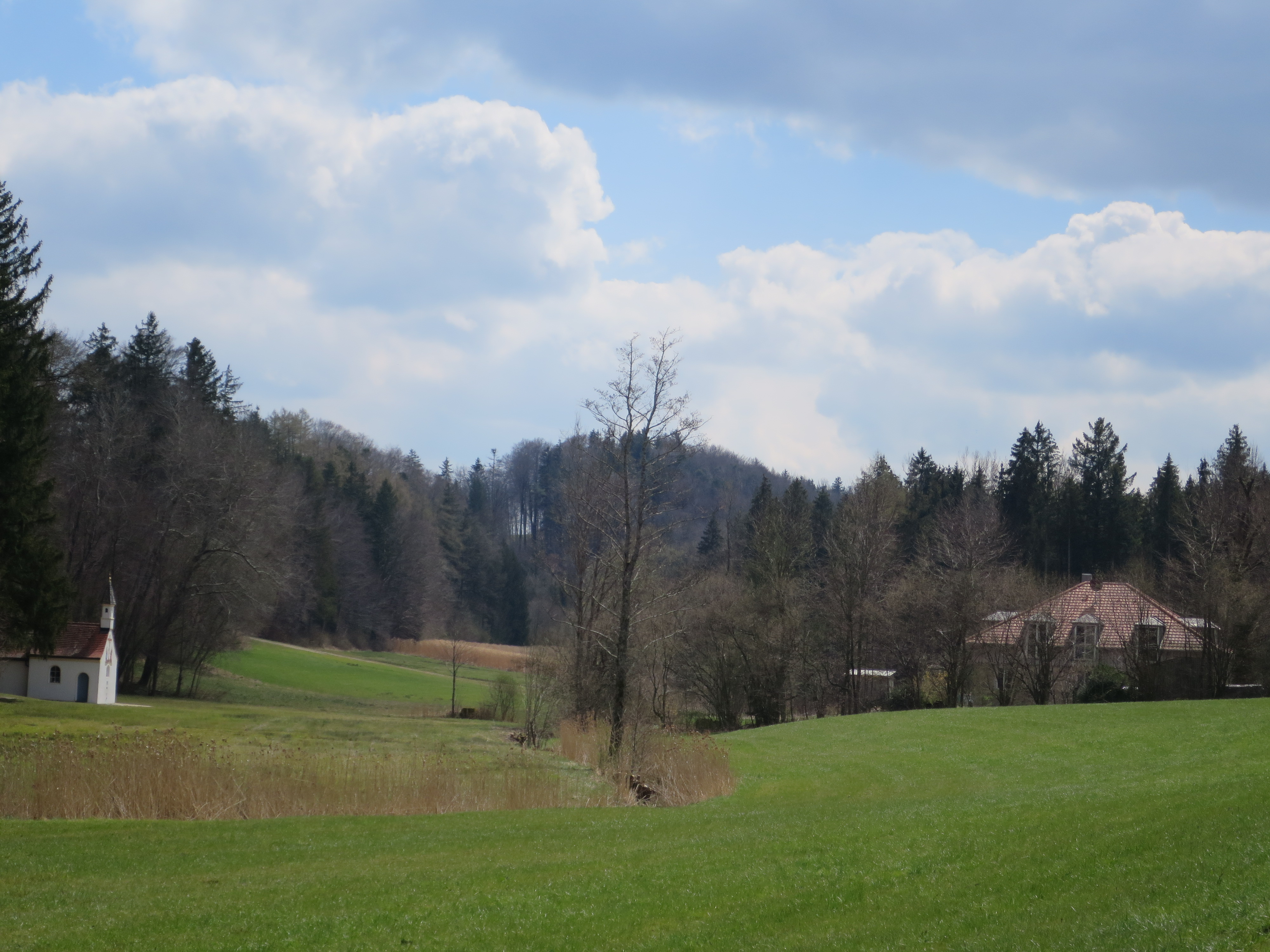
Wallfahrtskapelle und ehm. Mesnerhaus Frauenbründl

Frauenbründl ist ein Gemeindeteil und ein Wallfahrtskirchlein in der Gemeinde Baiern im Landkreis Ebersberg, Regierungsbezirk Oberbayern.

## Wallfahrtskapelle
Die Wallfahrtskapelle Frauenbründl ist ein kleiner Putzbau mit stark eingezogenem geradem Chor und massivem Fassadenreiter aus dem 17. Jahrhundert. Spätestens seit dem Pestjahr 1635 pilgern Gläubige zu dem Kirchlein. Dieses wurde um 1712 erweitert und um 1857 erneuert. Das ehemalige Mesnerhaus ist ein erdgeschossiger kubischer Tuffquaderbau mit Walmdach, wohl aus dem 18. Jahrhundert. Die namensgebende Quelle ist zeitweise versiegt.
Die Gebäude stehen unter Denkmalschutz.